# WGC - CA Kampioenschap 2012
Het 14de WGC - CA Kampioenschap wordt in 2012 van 8-11 maart voor de 6de keer op de TPC Blue Monster baan van de Doral Golf Resort in Florida gespeeld.
Alle spelers spelen 72 holes, er is geen cut. Het prijzengeld is € 8.500.000.
Van de zes voormalige winnaars doen vijf mee: Tiger Woods (6x), Ernie Els (2x), Phil Mickelson, Geoff Ogilvy en Nick Watney.

## Verslag
Na de eerste ronde stonden Adam Scott en Jason Dufner aan de leiding, de nummers 11 en 41 van dit moment. Rory McIlroy, sinds een week nummer 1 op de wereldranglijst, maakte een ronde van 73, net als Nicolas Colsaerts, zij delen de 35ste plaats.

Met een ronde van 62 ging Bubba Watson na ronde 2 aan de leiding. Justin Rose maakte een ronde van 64 en steeg naar de 2de plaats.

In de derde ronde bleef Bubba Watson aan de leiding, mede dankzij zijn zeer lange afslagen (gemiddeld 334 yards). Rory McIlroy maakte met 65 de beste dagronde en steeg naar de 8ste plaats.

Aan het begin van de laatste ronde had Bubba Watson drie slagen voorsprong op Justin Rose, maar na de eerste negen holes stond Watson +3 en Rose -1. Rose eindigde met een ronde van -2 en werd dus de nieuwe leider. Voordat hij tot winnaar uitgeroepen kon worden moest hij nog even wachten totdat Watson binnen was, want als deze een birdie op de laatste hole zou maken, moest er een play-off komen. Na twee slagen lag Watson op 8 meter van de pin, maar hij miste de putt.
Na dit toernooi stond Justin Rose weer in de top-10 van de wereldranglijst.
- Live leaderboard

| Naam              | Score R1 | Score R1 | Nr  | Score R2 | Score R2 | Totaal | Nr  | Score R3 | Score R3 | Totaal | Nr  | Score R4 | Score R4 | Totaal | Nr  |
| ----------------- | -------- | -------- | --- | -------- | -------- | ------ | --- | -------- | -------- | ------ | --- | -------- | -------- | ------ | --- |
| Justin Rose       | 69       | -3       | T14 | 64       | -8       | -11    | 2   | 69       | -3       | -14    | T2  | 70       | -2       | -16    | 1   |
| Bubba Watson      | 70       | -2       | T15 | 62       | -10      | -12    | 1   | 67       | -5       | -17    | 1   | 74       | +2       | -15    | 2   |
| Rory McIlroy      | 73       | +1       | T35 | 69       | -3       | -2     | T28 | 65       | -7       | -9     | T9  | 67       | -5       | -14    | T3  |
| Peter Hanson      | 70       | -2       | T13 | 65       | -7       | -9     | 4   | 69       | -3       | -12    | 4   | 71       | -1       | -13    | T4  |
| Charl Schwartzel  | 68       | -4       | T3  | 69       | -3       | -7     | T7  | 70       | -2       | -9     | T9  | 68       | -4       | -13    | T4  |
| Keegan Bradley    | 69       | -3       | T14 | 67       | -5       | -8     | T5  | 66       | -6       | -14    | T2  | 75       | +3       | -11    | T8  |
| Adam Scott        | 66       | -6       | T1  | 68       | -4       | -10    | 3   | 74       | +2       | -8     | T14 | 71       | -1       | -9     | T14 |
| Thomas Bjørn      | 68       | -4       | T3  | 68       | -4       | -8     | T5  | 75       | +3       | -5     | T23 | 71       | -1       | -6     | T24 |
| Jason Dufner      | 66       | -6       | T1  | 72       | par      | -6     | T10 | 73       | +1       | -5     | T24 | 72       | par      | -5     | T29 |
| Nicolas Colsaerts | 73       | +1       | T35 | 70       | -2       | -1     | T34 | 70       | -2       | -3     | T34 | 71       | -1       | -4     | T36 |

| Leider |  | Toernooirecord |  | MC = missed cut = cut gemist |  | DQ = disqualified |

## De spelers
Het spelersveld wordt samengesteld uit:
- de top-50 van de Wereldranglijst op 29 februari en 5 maart
- de top-10 van de FedEx Cup van eind 2011
- de top-20 van de Race To Dubai van eind 2011
- de top-10 van de Race To Dubai op 29 februari
- de top-2 van de Japan Golf Tour van eind 2011
- de top-2 van de Australaziatische PGA Tour van eind 2011
- de top-2 van de Sunshine Tour van eind 2011
- de top-2 van de Aziatische PGA Tour van eind 2011.

| - Aaron Baddeley - Sang-Moon Bae - Thomas Bjørn - Keegan Bradley - Jonathan Byrd - Rafael Cabrera Bello - Paul Casey - Greg Chalmers - K.J. Choi - Darren Clarke - Nicolas Colsaerts - Ben Crane - Jason Day - Luke Donald - Jason Dufner - Simon Dyson - Ernie Els (2004 en 2010) - Gonzalo Fdez-Castano - Rickie Fowler - Marcus Fraser - Sergio Garcia - Retief Goosen - Branden Grace - Bill Haas - Anders Hansen | - Peter Hanson - Tetsuji Hiratsuka - Charles Howell III - Fredrik Jacobson - Miguel Angel Jiménez - Dustin Johnson - Zach Johnson - Robert Karlsson - Martin Kaymer - K.T. Kim - Jbe' Kruger - Matt Kuchar - Martin Laird - Pablo Larrazábal - Paul Lawrie - Hunter Mahan - Graeme McDowell - Rory McIlroy - Phil Mickelson (2009) - Francesco Molinari - Garth Mulroy - Alexander Norén - Geoff Ogilvy (2008) - Louis Oosthuizen - Hennie Otto | - Juvic Pagunsan - Ian Poulter - Alvaro Quiros - Chez Reavie - Robert Rock - Justin Rose - Charl Schwartzel - Adam Scott - John Senden - Webb Simpson - Vijay Singh - Brandt Snedeker - Kyle Stanley - Steve Stricker - Tadahiro Takayama - David Toms - Bo Van Pelt - Johnson Wagner - Nick Watney (2011) - Bubba Watson - Lee Westwood - Mark Wilson - Gary Woodland - Tiger Woods (1999, 2002, 2003, 2005, 2006 en 2007) - Y.E. Yang |

Zie ook het schema van de Europese PGA Tour 2012

## Trivia
De PGA houdt bij ieder toernooi statistieken bij, ook van de gemiddelde lengte van de afslagen. Van Bubba Watson was dat deze week 305 meter (334 yards), van Keegan Bradley 275 meter (300,8 yards) en Justin Rose 264,8 meter (289,6 yards). Toch won Rose.